# Série de championnat de la Ligue nationale de baseball 1987
La Série de championnat de la Ligue nationale de baseball 1987 était la série finale de la Ligue nationale de baseball, dont l'issue a déterminé le représentant de cette ligue à la Série mondiale 1987, la grande finale des Ligues majeures.
Cette série quatre de sept a débuté le mardi 6 octobre 1987 et s'est terminée le mercredi 14 octobre par une victoire des Cardinals de Saint-Louis sur les Giants de San Francisco. 
Après avoir pris les devants 3-2 dans la série, les Giants furent blanchis lors des deux dernières parties à Saint-Louis, perdant ainsi la série 4-3.

## Déroulement de la série

### Calendrier des rencontres
| Match | Date       | Visiteur                 | Hôte                     | Score |
| ----- | ---------- | ------------------------ | ------------------------ | ----- |
| 1     | 6 octobre  | Giants de San Francisco  | Cardinals de Saint-Louis | 3 - 5 |
| 2     | 7 octobre  | Giants de San Francisco  | Cardinals de Saint-Louis | 5 - 0 |
| 3     | 9 octobre  | Cardinals de Saint-Louis | Giants de San Francisco  | 6 - 5 |
| 4     | 10 octobre | Cardinals de Saint-Louis | Giants de San Francisco  | 2 - 4 |
| 5     | 11 octobre | Cardinals de Saint-Louis | Giants de San Francisco  | 3 - 6 |
| 6     | 13 octobre | Giants de San Francisco  | Cardinals de Saint-Louis | 0 - 1 |
| 7     | 14 octobre | Giants de San Francisco  | Cardinals de Saint-Louis | 0 - 6 |

### Match 1
Mardi 6 octobre 1987 au Busch Memorial Stadium, Saint-Louis, Missouri.
| Giants de San Francisco | 1 | 0 | 0 | 1 | 0 | 0 | 0 | 1 | 0 | 3 | 7  | 0 |
| Cardinals de Saint-Louis | 0 | 0 | 1 | 1 | 0 | 3 | 0 | 0 | X | 5 | 10 | 1 |
| Lanceurs partants : SF : Rick Reuschel STL : Greg Mathews Vic. : Greg Mathews (1-0) Déf. : Rick Reuschel (0-1) Sauv. : Ken Dayley (1) HRs : SF : Jeffrey Leonard (1) |   |   |   |   |   |   |   |   |   |   |    |   |

### Match 2
Mercredi 7 octobre 1987 au Busch Memorial Stadium, Saint-Louis, Missouri.
| Giants de San Francisco | 0 | 2 | 0 | 1 | 0 | 0 | 0 | 2 | 0 | 5 | 10 | 0 |
| Cardinals de Saint-Louis | 0 | 0 | 0 | 0 | 0 | 0 | 0 | 0 | 0 | 0 | 2  | 1 |
| Lanceurs partants : SF : Dave Dravecky STL : John Tudor Vic. : Dave Dravecky (1-0) Déf. : John Tudor (0-1) HRs : SF : Will Clark (1), Jeffrey Leonard (2) |   |   |   |   |   |   |   |   |   |   |    |   |

### Match 3
Vendredi 9 octobre 1987 au Candlestick Park, San Francisco, Californie.
| Cardinals de Saint-Louis | 0 | 0 | 0 | 0 | 0 | 2 | 4 | 0 | 0 | 6 | 11 | 1 |
| Giants de San Francisco | 0 | 3 | 1 | 0 | 0 | 0 | 0 | 0 | 1 | 5 | 7  | 1 |
| Lanceurs partants : STL : Joe Magrane SF : Atlee Hammaker Vic. : Bob Forsch (1-0) Déf. : Don Robinson (0-1) Sauv. : Todd Worrell (1) HRs : STL : Jim Lindeman (1) SF : Jeffrey Leonard (3), Harry Spilman (1) |   |   |   |   |   |   |   |   |   |   |    |   |

### Match 4
Samedi 10 octobre 1987 au Candlestick Park, San Francisco, Californie.
| Cardinals de Saint-Louis | 0 | 2 | 0 | 0 | 0 | 0 | 0 | 0 | 0 | 2 | 9 | 0 |
| Giants de San Francisco | 0 | 0 | 0 | 1 | 2 | 0 | 0 | 1 | X | 4 | 9 | 2 |
| Lanceurs partants : STL : Danny Cox SF : Mike Krukow Vic. : Mike Krukow (1-0) Déf. : Danny Cox (0-1) HRs: SF : Robby Thompson (1), Jeffrey Leonard (4), Bob Brenly (1) |   |   |   |   |   |   |   |   |   |   |   |   |

### Match 5
Dimanche 11 octobre 1987 au Candlestick Park, San Francisco, Californie.
| Cardinals de Saint-Louis | 1 | 0 | 1 | 1 | 0 | 0 | 0 | 0 | 0 | 3 | 7 | 0 |
| Giants de San Francisco | 1 | 0 | 1 | 4 | 0 | 0 | 0 | 0 | X | 6 | 7 | 1 |
| Lanceurs partants : STL : Greg Mathews SF : Rick Reuschel Vic. : Joe Price (1-0) Déf. : Bob Forsch (1-1) HRs: SF : Kevin Mitchell (1) |   |   |   |   |   |   |   |   |   |   |   |   |

### Match 6
Mardi 13 octobre 1987 au Busch Memorial Stadium, Saint-Louis, Missouri.
| Giants de San Francisco | 0 | 0 | 0 | 0 | 0 | 0 | 0 | 0 | 0 | 0 | 6 | 0 |
| Cardinals de Saint-Louis | 0 | 1 | 0 | 0 | 0 | 0 | 0 | 0 | X | 1 | 5 | 0 |
| Lanceurs partants : SF : Dave Dravecky STL : John Tudor Vic. : John Tudor (1-1) Déf. : Dave Dravecky (1-1) Sauv. : Ken Dayley (2) |   |   |   |   |   |   |   |   |   |   |   |   |

### Match 7
Mercredi 14 octobre 1987 au Busch Memorial Stadium, Saint-Louis, Missouri.
| Giants de San Francisco | 0 | 0 | 0 | 0 | 0 | 0 | 0 | 0 | 0 | 0 | 8  | 1 |
| Cardinals de Saint-Louis | 0 | 4 | 0 | 0 | 0 | 2 | 0 | 0 | X | 6 | 12 | 0 |
| Lanceurs partants : SF : Atlee Hammaker STL : Danny Cox Vic. : Danny Cox (1-1) Déf. : Atlee Hammaker (0-1) HRs: STL : Jose Oquendo (1) |   |   |   |   |   |   |   |   |   |   |    |   |

## Joueur par excellence
Avec 4 coups de circuit en 7 parties, Jeffrey Leonard des Giants de San Francisco est nommé joueur par excellence de la Série de championnat 1987 de la Ligue nationale. Il est le troisième joueur, après Fred Lynn en 1982 et Mike Scott en 1986 à recevoir cet honneur alors qu'il fait partie de l'équipe perdante. Il est aussi le dernier en date de 2010.